# Ulugʻbek-Madrasa (Buxoro)

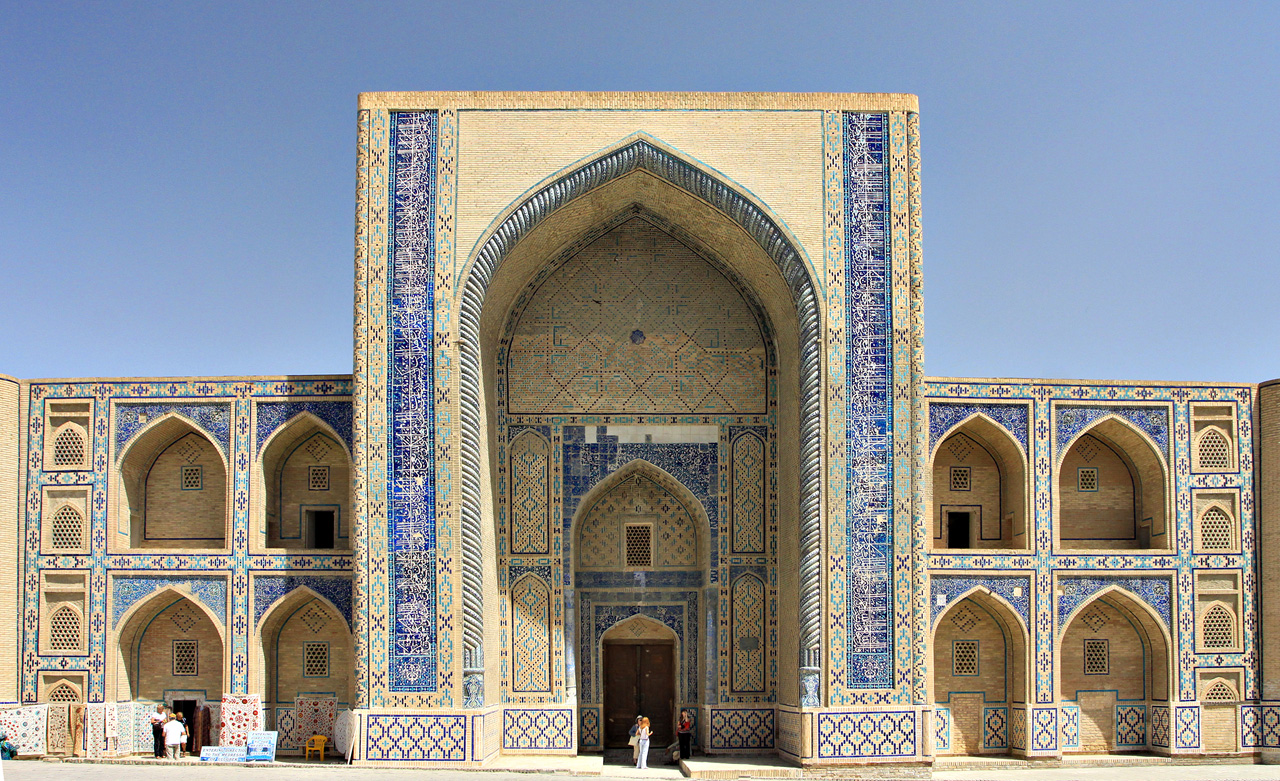
Ulugbek-Medrese

Die Ulugbek-Medrese (usbekisch Ulugʻbek madrasasi) ist eine unter dem timuridischen Herrscher Ulugbek (1394–1449) erbaute Medrese in der usbekischen Stadt Buchara.

## Lage
Die Madrasa liegt im historischen Zentrum von Buxoro etwa 20 Meter östlich des Kuppelbasars Toqi Zargaron und etwa 100 Meter östlich des Gebäudeensembles Poi Kalon nördlich der Xoja-Nurorobod-Straße. Ihr südlich auf der anderen Straßenseite gemäß dem Kosch-Prinzip gegenübergestellt ist die etwa 250 Jahre jüngere Abdulaziz-Khan-Madrasa.

## Geschichte
Die Ulugʻbek-Madrasa wurde Anfang des 15. Jahrhunderts unter dem Timuriden-Khan Ulugh Beg durch den Architekten Ismail Ibn Tahir errichtet und 1417 fertiggestellt. Damit ist sie 3 Jahre älter als die gleichnamige Madrasa am Registan in Samarqand und somit die älteste erhaltene Madrasa in Zentralasien.

## Beschreibung
Die Ulugʻbek-Madrasa ist etwa 53 Meter lang und etwa 42 Meter breit. Die Hauptfassade hat einen zentralen Pischtak, der etwa ein Drittel der Fassadenbreite einnimmt. Anders als bei den späteren Madrasas von Buxoro erstreckt sich der darin enthaltene Iwan fast über die gesamte Höhe des Pischtak, so dass dessen Tympanon in der Mitte durchbrochen ist. Über dem Portal steht die Inschrift: "Streben nach Wissen - das ist die Pflicht aller Muslime: eines jeden Mannes und einer jeden Frau."
Beidseitig des Pischtaks schließen sich drei Achsen zweigeschossiger Spitzbogenarkaden mit Zugängen zu den Wohnzellen der Studenten an. Je eine schmale Zone mit vier übereinanderliegenden vergitterten Fenstern und ein dreiviertelrunder Eckturm, der mit der Oberkante des Gebäudes endet, schließt die Fassade nach außen ab.
Hinter dem Eingang befindet sich auf der einen Seite ein hoher Unterrichtsraum und auf der anderen eine Wintermoschee, die beide von einer Kuppel überwölbt sind. Der Innenhof ist quadratisch mit einer Seitenlänge von 22 Meter. Er ist von zweigeschossigen Spitzbogenarkaden mit Zugängen zu den Wohnzellen der Studenten umschlossen und folgt dem Zwei-Iwan-Schema: Auf der Eingangsseite im Süden und der gegenüberliegenden Nordseite der Madrasa stehen sich zwei Pischtaks mit Iwanen gegenüber.

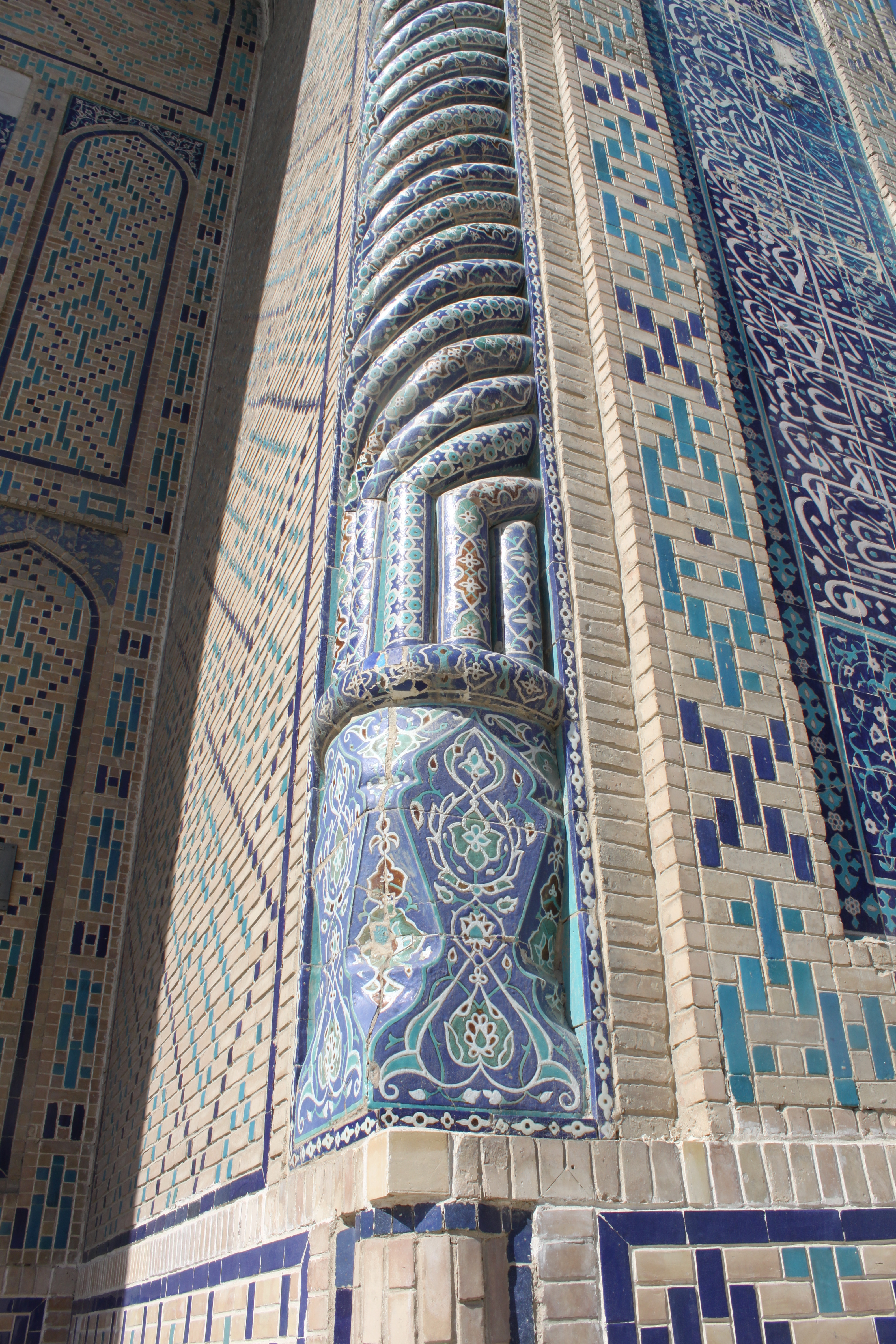
Fassadendetails
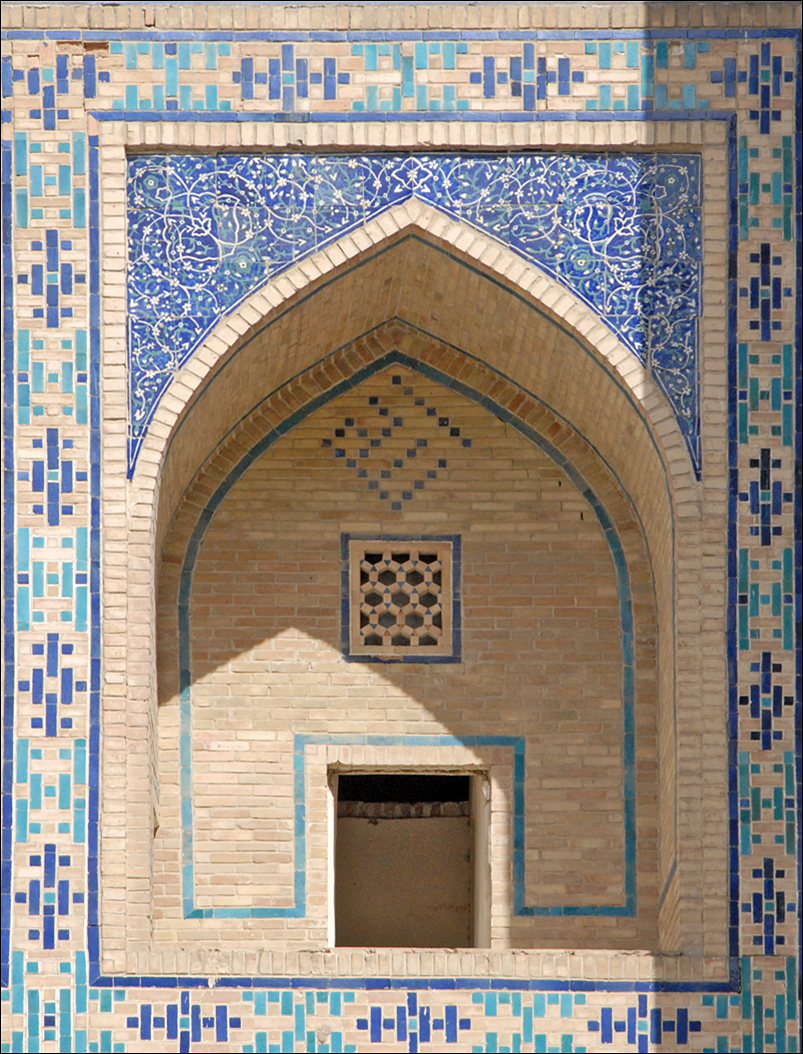
Zelleneingang
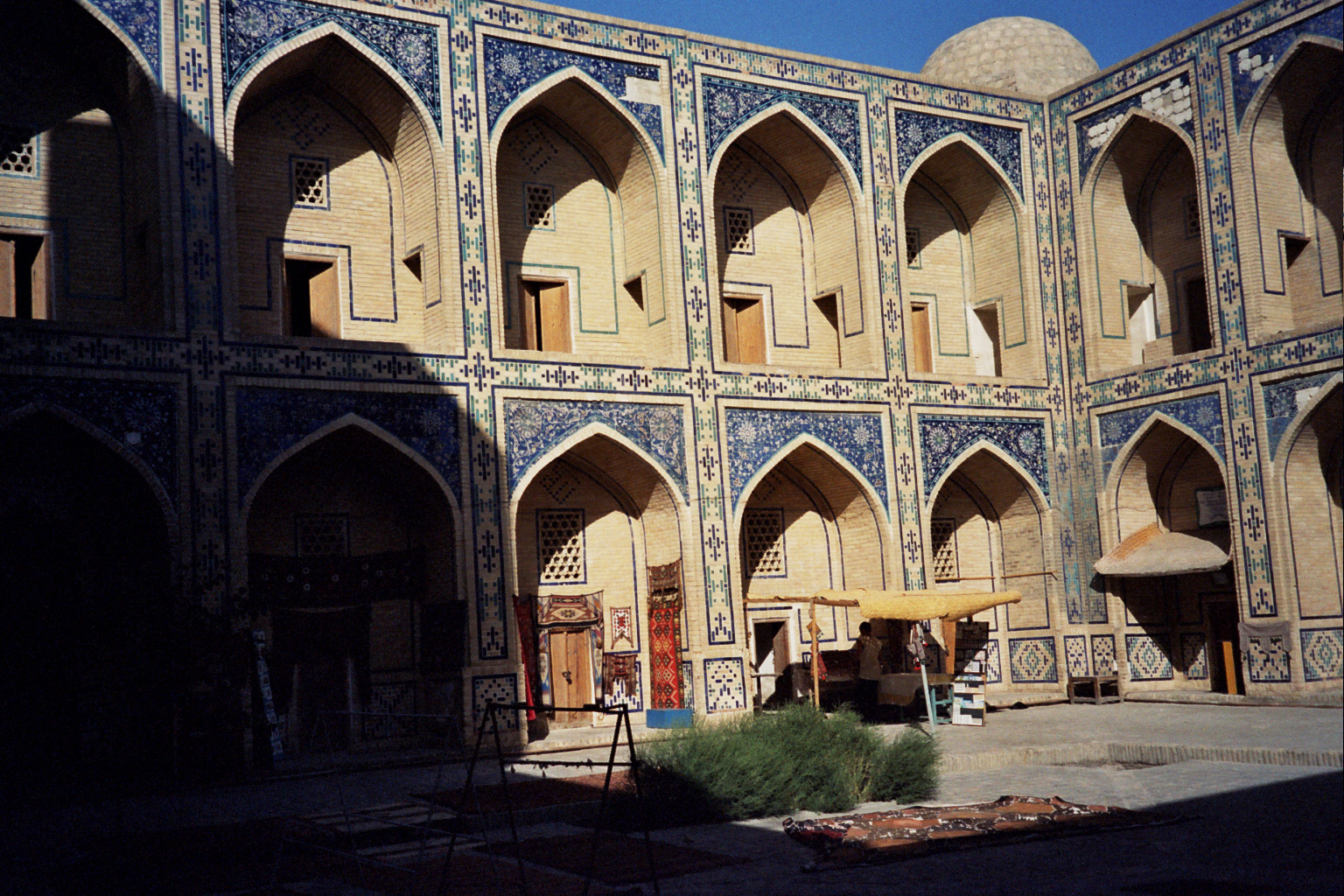
Innenhof